# Juan Luis Castro
Juan Luis Castro González (Santiago de Chile, 18 de abril de 1960) es un médico cirujano, dirigente sindical y político chileno, miembro del Partido Socialista (PS). Desde marzo de 2022, se desempeña como senador de la República en representación de la Circunscripción 8, Región de O'Higgins, por el periodo legislativo 2022-2030.
Ejerció como presidente del Colegio Médico de Chile entre 2002 y 2008. Se desempeñó además, como diputado de la República en representación del antiguo distrito n° 32, correspondiente a la comuna de Rancagua durante dos periodos consecutivos, desde 2010 hasta 2018. De la misma manera, fungió el mismo cargo, pero por el nuevo distrito n° 15 de la misma región, entre 2018 y 2022.

## Familia y estudios
Nació el 18 de abril de 1960, en Santiago de Chile, hijo de Juan Luis Castro González y María Eulalia González Henríquez, oriundos de Cáhuil, en la comuna de Pichilemu.
Sus estudios de educación media fueron en el Instituto Miguel León Prado. Realizó sus estudios superiores en la carrera de medicina en la Universidad de Chile, donde se tituló de médico cirujano en 1985 con la especialidad de medicina interna. Posteriormente, se especializó en hematología. En 1994, cursó un magíster en administración instituciones de salud, en la Escuela de Economía de la Universidad de Chile.
Se casó el 8 de marzo de 1989 en la comuna santiaguina de Ñuñoa, con la médica especialista en pediatría, Andrea Luisa Mena Martineau, de quien se divorció el 6 de mayo de 2014 por sentencia del 2.° Juzgado de Familia de Santiago. Con su cónyuge fue padre de tres hijos: Juan Pablo, Felipe y Gonzalo.

## Trayectoria profesional
En el ámbito laboral, se ha desempeñado en la Unidad de Cuidados Intensivos (UCI) del Hospital Barros Luco; en el Hospital del Profesor y como médico en una consulta privada en Rancagua.
Por otra parte, su carrera gremial comenzó en 1985, cuando fue nombrado presidente de la Asociación de Médicos Jóvenes, cargo que ocupó hasta 1987. En 1990, comenzó su labor en el Colegio Médico de Chile (Colmed), siendo secretario general del Consejo Regional de Santiago hasta 1993. Ese mismo año, asumió como presidente del Consejo Regional de Santiago, cargo que ejerció hasta 1996, cuando ganó la vicepresidencia nacional del gremio. A la par, entre 1999 y 2000, ejerció como secretario de finanzas de la Confederación Médica Latinoamericana (Confemel), mientras que entre 2007 y 2008, fue vicepresidente para Asuntos Profesionales de la misma organización. En 1996 asumió como vicepresidente del Colmed, bajo la administración de Enrique Accorsi. Tras la renuncia de Accorsi en 2001, tomó interinamente la presidencia, siendo confirmado en el cargo en mayo de 2002 con una alta votación, y reelegido en 2005. Fue sucedido en 2008 por el doctor Pablo Rodríguez Whipple. A partir de ese año, presidió el Departamento de Estudios y Políticas de Salud del Colmed.
En 1999, fue reconocido internacionalmente como "Líder latinoamericanos del Nuevo Milenio" en un listado creado por la cadena de noticias internacional CNN y la revista Time, que eligió dentro de los menores de 40 años que destacaban en los campos de la política, economía, ciencias, artes y medio ambiente.
Entre otras actividades, fue el creador de la «Red Solidaria Rancagua Saludable», iniciativa de trabajo social con médicos y profesionales que brinda atención gratuita a familias de trabajo. Es miembro de la Sociedad Chilena de Hematología, la Sociedad Chilena de Administración Hospitalaria y la Sociedad Chilena de Medicina Intensiva.

## Trayectoria política
En la década de 1980 ingresó a la Juventud Socialista (JS), partido del que es militante en la actualidad.

### Diputado

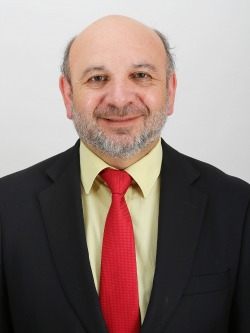
Fotografía oficial de Juan Luis Castro como diputado en 2010.

En 2009 fue proclamado como candidato a diputado por el distrito n° 32 (comuna de Rancagua) para las elecciones parlamentarias de diciembre de ese año, representando al Partido Socialista (dentro del pacto Concertación y Juntos Podemos, por más democracia), resultando electo con cerca de un 30% de los votos. Asumió el 11 de marzo de 2010, siendo integrante de las comisiones permanentes de Ética y Transparencia; de Salud; y de Seguridad Ciudadana y Drogas. También, de la Comisión Especial del Adulto Mayor. Formó, además parte del comité parlamentario del Partido Socialista (PS).
Paralelamente, fue parte del comité ejecutivo de Océanos Azules, comité que apoyó al senador demócrata-cristiano Eduardo Frei Ruiz-Tagle para su candidatura presidencial de 2009-2010.
Fue reelegido como diputado en las elecciones parlamentarias de 2013 por el mismo distrito n° 32. En esa gestión, fue integrante de las Comisiones Permanentes de Minería y Energía; Ciencias y Tecnología; Ética y Transparencia; y Salud, siendo electo presidente de esta última el 10 de marzo de 2015. Fue también, miembro de las Comisiones Investigadoras de Actos de órganos en materia de protección de la salud y el medio ambiente en Antofagasta; e Investigadora sobre pérdidas incurridas por Codelco.
En las elecciones parlamentarias de 2017, fue reelecto como diputado, pero esta vez por distrito n° 15 de la región del Libertador Bernardo O'Higgins, dentro del pacto «La Fuerza de la Mayoría», por el período legislativo 2018-2022. En el periodo, integró las comisiones permanentes de Salud, la cual presidió; la de Minería y Energía; y la Comisión de Ética y Transparencia. A nivel partidista, fue parte de la Bancada Socialista. Por otro lado, en las elecciones internas del Partido Socialista de 2019, tuvo una disputa con el senador Juan Pablo Letelier, para la vicepresidencia de la colectividad.

### Senador
En agosto de 2021, inscribió su candidatura al Senado, en representación de su partido, dentro del pacto «Nuevo Pacto Social, por la Circunscripción 8 de la Región del Libertador General Bernardo O'Higgins, por el periodo 2022-2030. En las elecciones parlamentarias de noviembre de ese año, fue electo con 51.428 votos, correspondientes al 15,19% del total de los sufragios válidamente emitidos. Asumió el cargo el 11 de marzo de 2022.

## Historial electoral

### Elecciones parlamentarias de 2009
- Elecciones parlamentarias de 2009, candidato a diputado por el distrito 32 (Rancagua)[6]

### Elecciones parlamentarias de 2013
- Elecciones parlamentarias de 2013, candidato a diputado por el distrito 32 (Rancagua)[7]

### Elecciones parlamentarias de 2017
- Elecciones parlamentarias de 2017, candidato a diputado por el distrito 15 (Codegua, Coinco, Coltauco, Doñihue, Graneros, Machalí, Malloa, Mostazal, Olivar, Quinta de Tilcoco, Rancagua, Rengo y Requínoa)[8]

### Elecciones parlamentarias de 2021
- Elecciones parlamentarias de 2021, candidato a senador por la Circunscripción 8, Región de O'Higgins[9]